# Старониколаевка
Старониколаевка (баш. Иҫке Николаевка) — деревня в Фёдоровском районе Республики Башкортостан Российской Федерации. Входит в состав Покровского сельсовета.

## География

### Географическое положение
Расстояние до:
- районного центра (Фёдоровка): 24 км,
- центра сельсовета (Покровка): 6 км,
- ближайшей ж/д станции (Мелеуз): 85 км.

## Население
| 2002 | 2009 | 2010 |
| ---- | ---- | ---- |
| 71   | →71  | ↘51  |

Национальный состав
Согласно переписи 2002 года, преобладающая национальность — русские (99 %).